# Правда (Тульская область)
Правда — посёлок в Тульской области России.
В рамках административно-территориального устройства является центром Правдинского сельского округа Новомосковского района, в рамках организации местного самоуправления включается в муниципальное образование город Новомосковск со статусом городского округа.

## География
Расположен в 20 км к северу от райцентра, города Новомосковска.

## Население
| 2002 | 2010 |
| ---- | ---- |
| 552  | ↘471 |